# Kalofer
Kalofer (în bulgară Калофер) este un oraș în Bulgaria, la poalele masivului Sredna Gora, pe râul Tungea (Tundja). Aparține de  Obștina Karlovo, Regiunea Plovdiv. Este locul natal al lui Hristo Botev.

## Demografie
Componența etnică a orașului Kalofer
     Bulgari (90,29%)
     Romi (1,38%)
     Nicio identificare (8,18%)
     Altele (0,12%)
La recensământul din 2011, populația orașului Kalofer era de 3.103 locuitori. Din punct de vedere etnic, majoritatea locuitorilor (90,29%) erau bulgari, cu o minoritate de romi (1,38%). Pentru 8,18% din locuitori nu este cunoscută apartenența etnică.